# Михалёв, Анатолий Дмитриевич
Анато́лий Дми́триевич Михалёв (28 марта 1948, Чита, РСФСР, СССР — 23 июня 2019, Чита, Россия) — российский государственный деятель, глава администрации города Читы с 1 марта 2001 по 19 сентября 2014 года, глава городского округа «Город Чита» с 25 сентября 2014 года по 1 февраля 2019 года. Заслуженный муниципальный служащий Читинской области (2003), почётный гражданин города Чита (2007), кавалер ордена Дружбы.

## Биография
Родился в Чите. Работал слесарем, старшим мастером, начальником участка, начальником цеха Читинского комбината по торговой технике (1969—1992), без отрыва от производства окончил Читинский строительный техникум (1974), Иркутский институт народного хозяйства (1992), Дальневосточную академию госслужбы (2004).
Депутат Читинского горсовета (1990), заместитель главы администрации Читы, председатель комитета по экономике (1993—1996), заместитель председателя комитета экономики администрации Читинской области (1996), 1-й заместитель мэра Читы (1996—2000). С ноября 2000 и. о. мэра. 1 марта 2001 избран городской Думой главой администрации города, с 2005 глава городского округа «Город Чита», мэр Читы (всеобщие выборы).
Лауреат Всероссийского конкурса «Лучший муниципальный служащий РФ» (2003). Действительный член общероссийской общественной организации «Российская муниципальная академия» (2003). Награждён государственными наградами. Кавалер медали «За заслуги в защите прав и свобод граждан».
Супруга — Нина Семёновна Михалёва, были женаты почти 50 лет. Двое детей — сын Олег Михалёв, сотрудник управления ФСБ, и дочь Марина Секержитская, первый заместитель председателя комитета образования мэрии города Чита. Имел двух внучек и двух внуков, один из которых, старший лейтенант Егор Секержитский, погиб во время вторжения России на Украину 25 марта 2022 года и был посмертно представлен к званию Героя России.
Скончался от онкологического заболевания 23 июня 2019 года в возрасте 71 года.

## Известность в СМИ
В феврале 2011 СМИ распространили слова Михалёва, сказанные им на заседании городской думы:
К сожалению, мы не имеем лицензии на отстрел бомжей, а других законных способов справиться с ними сегодня нет
Позднее он принес извинения и назвал свои слова неудачной шуткой.